# Taverner (opéra)
Pour les articles homonymes, voir Taverner.

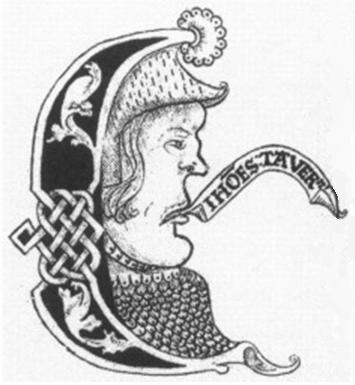
John Taverner

Taverner est un opéra en deux actes de Peter Maxwell Davies sur un livret du compositeur d'après la vie librement adaptée du compositeur du XVIe siècle John Taverner. Il est créé à Covent Garden  le 12 juillet 1972 sous la direction de Edward Downes.

## Distribution
| Rôle         | Voix          | Première,12 juillet 1972 (Chef d'orchestre:Edward Downes) |
| ------------ | ------------- | --------------------------------------------------------- |
| Taverner     | ténor         | Ragnar Ulfung                                             |
| Rose Parrowe | contralto     | Gillian Knight                                            |
| Death        | basse         | Benjamin Luxon                                            |
| Abbot        | baryton-basse | Raimund Herincx                                           |
| King         | basse         | Noel Mangin                                               |
| Cardinal     |               | John Lanigan                                              |
| Prêtre       | contre-ténor  | James Bowman                                              |

## Argument
John Taverner passe en jugement devant l'Abbé Blanc sur des charges d'hérésie. Son père, sa fiancée, un prêtre et un enfant de chœur viennent témoigner en sa faveur. Taverner est reconnu coupable mais le cardinal lui accorde son pardon.